# Filmový přehled (časopis)
Filmový přehled byl český filmový časopis, vycházející v letech 1939–2012. V průběhu let byl vydáván různými institucemi československé kinematografie. Od roku 1993 byl  vydavatelem Národní filmový archiv. Původně vycházel jako týdeník pod názvem Filmová kartotéka. Od roku 1950 získal název Filmový přehled s podtitulem týdeník pro kulturní využití filmu. Od roku 1977 vycházet jako čtrnáctideník a od roku 1980 se stal měsíčníkem s podtitulem měsíčník pro video a film. Zpočátku dodával informace o filmových titulech provozovatelům kin a různým organizacím. Postupně se stal časopisem poskytujícím kompletní informace o filmech v české kinodistribuci, ale představoval také herecké, režisérské a další tvůrčí osobnosti. Do roku 2012 vycházel v tištěné podobě a do roku 2013 ještě v elektronické verzi. Poté začal být nahrazován internetovým portálem se stejným názvem Filmový přehled.

## Historie
Předchůdcem časopisu byla tzv. Filmová kartotéka, kartonový seznam filmů uváděných v kině doplněný o novinové kritiky. Od roku 1934 evidoval informace o promítaných filmech vedoucí mělnického kina Sokol a od roku 1939 byla vydávána časopisecky učitelem Janem Polákem. Od roku 1940 začalo vydávat Filmovou kartotéku jako časopis  Českomoravské filmové ústředí.
Od roku 1950 začal vycházet pod názvem Filmový přehled jako týdeník pro kulturní využití filmu, následně jako čtrnáctideník a poté jako měsíčník s podtitulem měsíčník pro video a film. Původně byl časopis určen pro vedoucí kin, ale od roku 1950 již vycházel pro všechny zájemce o kinematografii. Obsah byl poplatný dané době.
Od roku 1947 pracovala v časopise PhDr. Šárka Bartošková dcera novináře Václava Gutwirtha, který byl během první republiky spolupracovníkem Lidových novin a Přítomnosti. Od roku 1950 působila jako vedoucí redaktorka.Filmy byly pro promítány i pro novináře Ústřední půjčovnou filmů s předstihem. V roce 1955 vycházel časopis jako neperiodická tiskovina. Prvních pět čísel v roce 1956 bylo vydáno jako „propagační materiál filmové distribuce“ pod názvem Přehled nových filmů. Zásluhou vedoucí redaktorky Šárky Bartoškové se časopis vrátil nejen k původnímu názvu z roku 1950, ale získal i původní podobu.
V rámci normalizace se stala vedoucí redaktorkou v roce 1974 Vlasta Svobodová. Na počátku roku 1975 ovlivňoval vydávání časopisu normalizační Český úřadu pro tisk a informace, protože význam časopisu byl v tomto období zpochybňován. Od roku 1977 začal časopis vycházet jako čtrnáctideník. Změnila se podoba tisku. Krátily se texty a faktické informace o filmech. V roce 1979 se vedoucí redaktorkou stala Jindřiška Myzetová, které se podařilo znovu zařadit časopis pod Ústřední půjčovnu filmů. Do redakce patřili například Zdeněk Valián a Žofie Ludvíková. Nově nastoupil Tomáš Bartošek. V této době patřil časopis pod Oddělení tiskové služby Ústřední půjčovny filmů a vedoucím oddělení byla Milica Pechánková.
Od ledna roku 1980 vycházel časopis jako měsíčník. Kromě dvanácti čísel byly vydány čtyři zvláštní čísla, která se věnovala krátkým filmům. V rámci časopisu vycházela dva roky (1980–1982) obrazová příloha Ústřední půjčovna filmů informuje. Jindřiška Myzetová brzy odešla z časopisu a redakce působila samostatně. Vedoucí redaktorkou se stala Milica Pechánková, která působila v této funkci do roku 1990. Šéfredaktorem se poté stal Tomáš Bartošek.
Vydavatelé časopisu:
- 1949 – 1954 Československý státní film
- 1954 – 1954 Orbis (pro Čs. státní film)
- 1955 – 1960 Československý státní film
- 1960 – 1962 Ústřední půjčovna filmů
- 1963 – 1979 Český filmový ústav
- 1980 – 1990 Ústřední půjčovna filmů
- 1991 – 1992 Lucernafilm
- 1993 – 2012 Národní filmový archiv[4]

## Časopis po roce 1989
Po roce 1989 měl časopis náklad více než osm tisíc výtisků, ale stále byl prodělečný. Zanikl státní filmový monopol. Ústřední půjčovna filmu byla zprivatizována na Lucernafilm, a. s. a časopis píšící také o filmech konkurenčních distributorů nebyl pro firmu aktuální. Ředitel Jan Jíra časopis však nezrušil a záhy byl Filmový přehled začleněn do Národního filmového archivu, mimo jiné za přispění Vladimíra Opěly.
Obálku časopisu změnil návrh výtvarníka Vladimíra Nagaje, který ji přiblížil původní verzi. Zvyšování ceny časopisu způsobilo pokles odběratelů a tedy i pokles výtisků až na dva tisíce. Po zániku mnoha kin přestal být určen pouze pro pracovníky kin, ale četla ho i veřejnost zajímající se o filmové umění. Časopis vycházel ve formátu A5 na délku, bez fotografií a měl osmačtyřicet stran. V devadesátých letech 20. století byl obsah časopisu doplněn o tituly vydávané ve formátu DVD-video (například série James Bond nebo Kmotr). Od této doby byla v rámci předplatného nabízena také elektronická verze časopisu. Filmový přehled se rozvíjel. Přibyly například informace o festivalech, anotace nových knih a vydávaly se statistiky. Od roku 2014 začala být vytvářena online databáze Filmového přehledu.

### Struktura časopisu
Informace byly zpracovány v pravidelných rubrikách. Základní rubrikou byla sekce „Dlouhé filmy“. Nabízela základní informace (například stopáž, země původu, žánr, výrobce, rok výroby, datum premiéry atd.) u všech filmů promítaných v českých kinech. Rubrika „Informace o filmovém trhu“ přinášela údaje o návštěvnosti kin, tržbách atd. Úspěšnost titulů ve videopůjčovnách evidovala rubrika „DVD video Top 30“. Rubrika „Festivaly a ceny“ předkládala výsledky sekcí světových filmových festivalů a plánované premiéry byly avizovány v rubrice „Předpokládané premiéry“. Rubrika  Filmová loučení“ byla věnována biografiím zesnulých osobností filmového světa. Rubrika „Opravy a doplňky“ uváděla opravy drobných  faktografických omylů a chyb z minulých čísel. Vedle stálých rubrik obsahoval časopis i články respektive aktuality o filmových festivalech, přehlídkách a cenách. Reklama zde byla zveřejňována pouze výjimečně a to na poslední straně časopisu.

### Vzhled
Spíše než klasický časopis připomínal formát jednoduchou „brožuru“. Text byl tištěn pouze černou barvou na obyčejný papír. Rozměry časopisu a jednoduchý vzhled poskytovaly možnost využít přehled jednotlivých filmů jako evidenční lístky ve filmových archivech apod. jak napovídal původní název Filmová kartotéka.

## Odkaz
Šéfredaktor Tomáš Bartošek popsal časopis Filmový přehled jako ...časopis, který byl unikátní strukturovaností informací do podoby kartotéčních lístku a přinášel komplexní fakta o všech titulech v české filmové distribuci a o dění v kinematografii. Podle šéfredaktora měl hodnotu nejen aktuální (informace o novinkách v kinech), ale i archivní (svým charakterem byl originální databází).